# 比耶尔 (奥洛龙-圣玛丽区)
比耶尔（法語：Bilhères，法語發音：[bijɛʁ]）是法国大西洋比利牛斯省的一个市镇，位于该省东南部，属于奥洛龙-圣玛丽区。

## 地理
比耶尔（43°3'31"N, 0°26'54"W）面积17.19 平方千米，位于法国新阿基坦大区大西洋比利牛斯省，该省份为法国东南部省份，涵盖了贝阿恩与北巴斯克，西临大西洋比斯開灣，北至朗德省，东北接热尔省，东临上比利牛斯省，南与西班牙接壤。
与比耶尔接壤的市镇（或旧市镇、城区）包括：阿吕迪、比耶勒、伊泽斯特、奥洛龙-圣玛丽、萨朗斯。

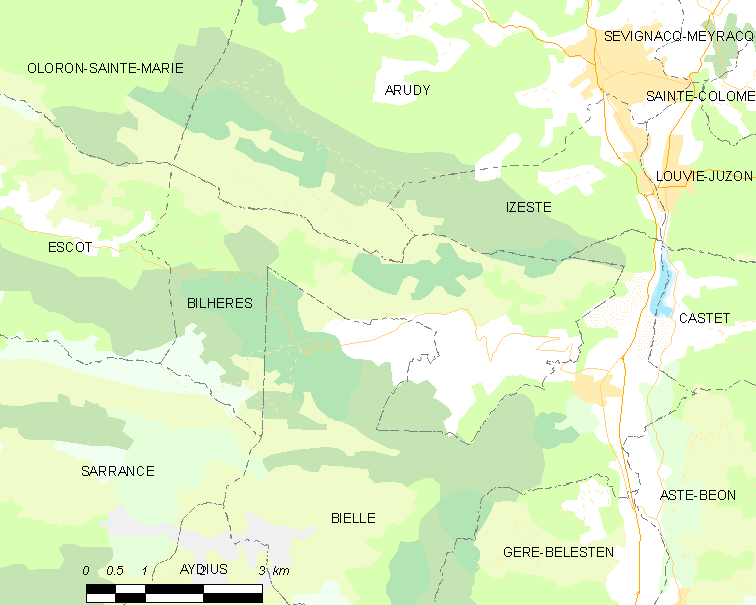
的OSM定位图

比耶尔的时区为UTC+01:00、UTC+02:00（夏令时）。

## 行政
比耶尔的邮政编码为64260，INSEE市镇编码为64128。

## 政治
比耶尔所属的省级选区为奥洛龙-圣玛丽第二县。

## 人口

1962-2008年间人口变化图示

比耶尔于2022年1月1日时的人口数量为155人。